# Walter Hafner (Chemiker)
Walter Hafner (* 8. Dezember 1927 in Lauterbach; † 5. Januar 2004 in Eurasburg) war ein deutscher Chemiker, der ein Pionier der Metallorganischen Chemie war.

## Leben und Werk

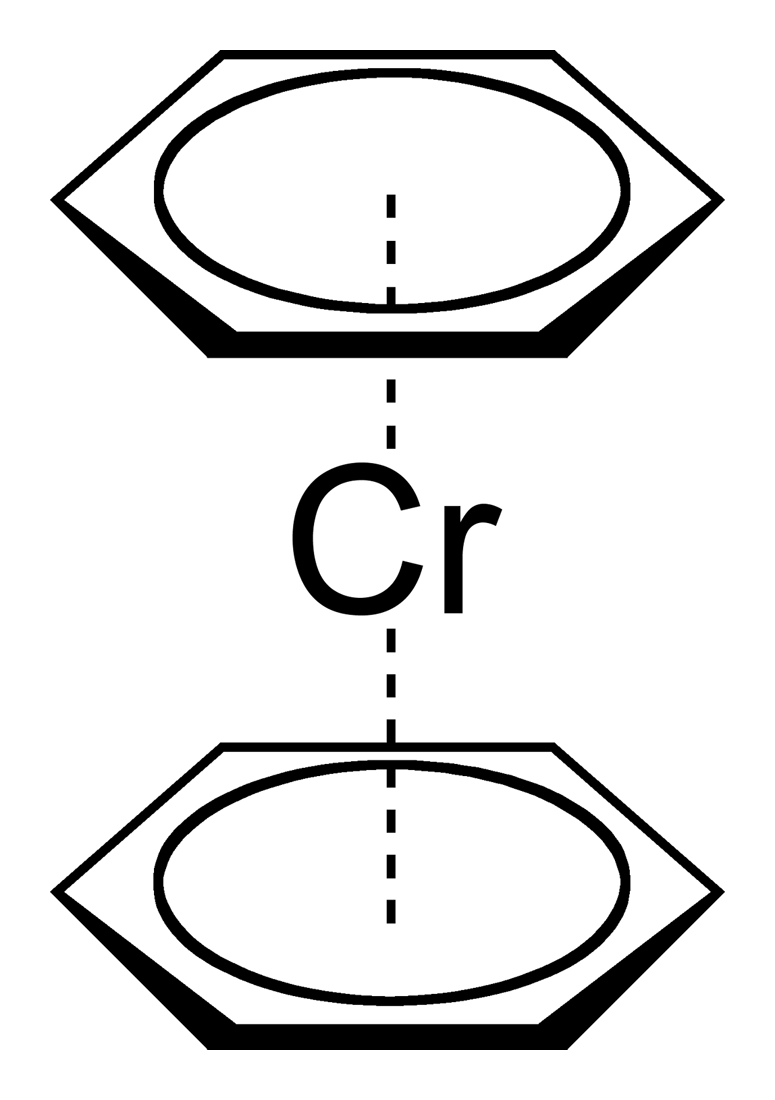
Strukturformel von Bis(benzol)chrom

Hafner studierte Chemie in München. 1955 synthetisierte er mit Ernst Otto Fischer das Dibenzolchrom, Beispiel eines Sandwichkomplexes (wie das 1951 synthetisierte Ferrocen) und erste gesicherte Metall-Verbindung des Benzols (siehe auch  Aromaten-Metallkomplexe). Fischer erhielt unter anderem für die Aufklärung der Sandwichstruktur bei metallorganischen Verbindungen mit Geoffrey Wilkinson den Nobelpreis für Chemie. Hafner wurde 1956 bei Ernst Otto Fischer in München promoviert (Aromatenkomplexe des Chroms und Vanadins).

Bilanzreaktion des Wacker-Hoechst-Verfahrens

Nach seiner Promotion ging er ans Consortium für Elektrochemische Industrie in München, einer Forschungsstelle der Wacker Chemie. Ende der 1950er und Anfang der 1960er Jahre entwickelte Hafner mit Jürgen Smidt bei Wacker-Chemie ein industrielles Verfahren der Teil-Oxidation von Ethen zu Acetaldehyd mit Palladiumchlorid als Katalysator, das Wacker-Hoechst-Verfahren, unter Rückgewinnung des Katalysators. Der Wacker-Prozess wurde an Chemiefirmen weltweit lizenziert. 1992 ging er bei der Wacker-Chemie in den Ruhestand.

## Ehrungen und Auszeichnungen
1982 erhielt er mit Jürgen Smidt den Karl-Ziegler-Preis und 1962 erhielten sie den DECHEMA-Preis (ebenfalls für das Wacker-Verfahren).